# Peter Sempel
Peter Sempel (né en 1954 à Hambourg) est un réalisateur, photographe et scénariste allemand.

## Biographie
Sempel grandi en Australie et revient en Allemagne en 1968, où il étudie littérature et sport à l'université de Hambourg. Depuis 1981, il travaille comme cinéaste. Il vit à Hambourg.

## Filmographie
- 1981 - Der alte Mann und das Fahrrad
- 1981 - Ballet und Arbeit
- 1984 - The Wild Raven
- 1985 - Burning Raven
- 1988 - Dandy
- 1990 - Answer a Virgin's Prayer
- 1991 - Just Visiting this Planet
- 1994 - Jonas in the Desert
- 1998 - Hustler for Life
- 1999 - Nina Hagen - Punk & Glory
- 2002 - Jonas at the Ocean
- 2002 - Lemmy
- 2004 - Kazuo Ohno: I Dance Into the Light
- 2007 - Flamenco mi vida, knives of the wind
- 2010 - Die Ameise der Kunst

## Exposition
- 2010 - Unterhaltungspark des Underground, Kunstverein Hambourg